# A/UX
A/UX (Apple Unix) war ein kommerzielles Unix-Betriebssystem des Unternehmens Apple und wurde entwickelt, um unter der Macintosh-Benutzeroberfläche eine bedienerfreundliche Anbindung an die Unix-Welt herzustellen.

## Geschichte
Basierend auf System V Release 2 (teilweise 4.2BSD), wurde A/UX gegen Ende der 1980er Jahre entwickelt und 1988 erstmals auf den Markt gebracht. Später wurde die Codebasis auf aktuellere Versionen von UNIX System V umgestellt und es flossen Teile von BSD in das System mit ein.
Als POSIX-kompatibles Betriebssystem entworfen erreichte A/UX volle Unix-Funktionalität, das Hauptmerkmal war aber die Verbindung dieser Fähigkeiten mit dem damaligen Macintosh-Betriebssystem System 6 und später System 7. So war es möglich, auf einem Rechner gleichzeitig Macintosh- und Unix-Anwendungen auszuführen. Dabei liefen die Unix-Prozesse mit präemptivem Multitasking, während die Macintosh-Anwendungen weiterhin kooperatives Multitasking verwendeten. Um auch auf anderen Rechnerarchitekturen Macintosh-Applikationen verwenden zu können, wurde mit dem Macintosh Application Environment (MAE) eine virtuelle System-7-Umgebung geschaffen, die auch auf anderen Unix-Betriebssysteme portiert wurde und aus der später die Blue Box (für Mac OS 8 unter Rhapsody) und daraus die Classic-Umgebung (für Mac OS 9 unter Mac OS X) entstand.
Da A/UX keine Marktbedeutung erlangen konnte, wurde die Weiterentwicklung bereits 1995 eingestellt. Mit Mac OS X folgt Apple seit dem Jahr 2000 allerdings erneut der Tradition der Unix-Derivate.

## Merkmale
Unterstützte Rechner basieren auf der Motorola-68000er-Familie mit erweiterter PMMU (68020 oder neuer) und somit auf Macintosh-Modellen seit dem Macintosh II. Die grafische Oberfläche X11 und Mac OS, welches als Betriebssystem für den Bootloader benötigt wurde, waren Bestandteil des Lieferumfangs.
Ein wesentlicher Vorteil von A/UX gegenüber anderen Unix-Systemen bestand in einem sehr vereinfachten Installationsvorgang, der sog. Ein-Klick-Installation.

## Versionsübersicht
| Version | Veröffentlichung | Beschreibung / Änderung                                  |
| ------- | ---------------- | -------------------------------------------------------- |
| 1.0     | Februar 1988     | Kompatibilität zu System 6                               |
| 2.0     | Juni 1990        | Implementierung von TCP/IP                               |
| 3.0     | 16. April 1992   | Kompatibilität zu Mac OS 7                               |
| 3.1.1   | 1995             | Aktualisierung von 3.1, letzte Veröffentlichung von A/UX |